# Colgate
Colgate — американский бренд средств гигиены полости рта, таких как зубные пасты, зубные щётки, ополаскиватели и зубная нить. Средства гигиены полости рта Colgate, производимые компанией Colgate-Palmolive, впервые были представлены в 1873 году, через 16 лет после смерти основателя компании Уильяма Колгейта. Первоначально компания выпускала мыло.

## История
Зубная паста Colgate продавалась в стеклянных банках с 1873 года. Трубки, впервые предложенные компаниями Kalodont, Johnson & Johnson (Zonweiss) и Sheffield, впервые были представлены в 1896 году.

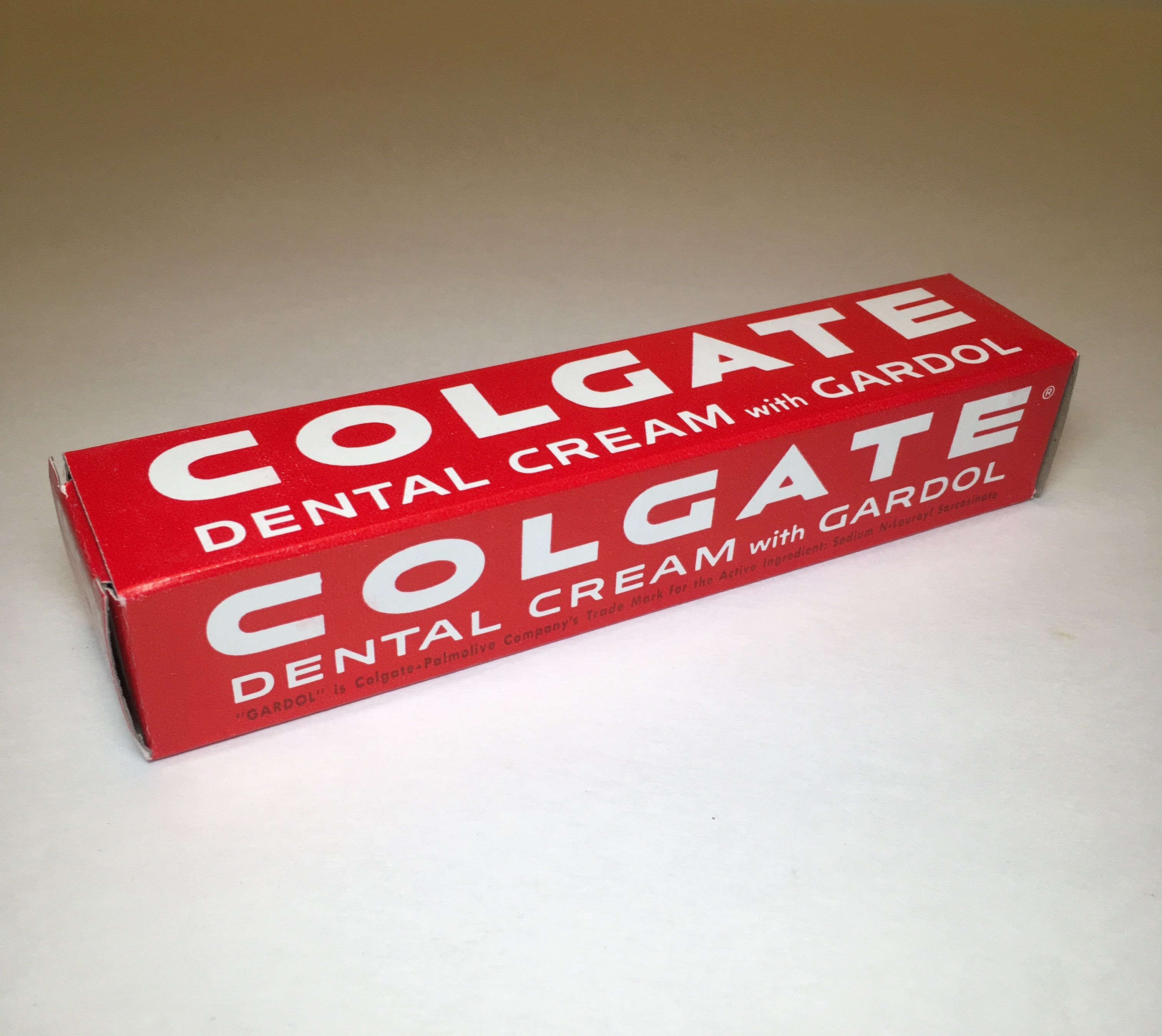
Зубная паста Colgate Dental Cream с гардолом (1950-е годы)

Бренд Colgate стал популярен в 1950-е годы со слоганом «It Cleans Your Breath While It Cleans Your Teeth», написанным копирайтером Алисией Тобин.

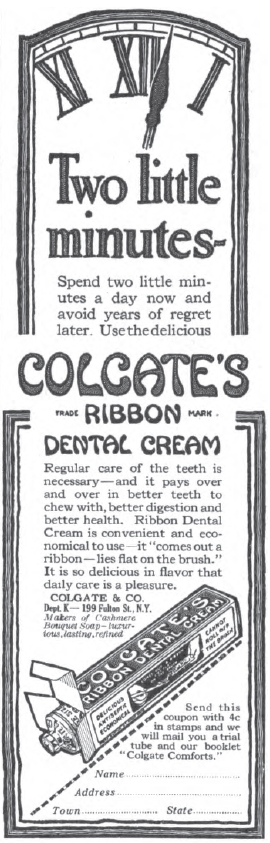
Реклама Colgate в журнале The American Magazine

В 2007 году Управление по рекламным стандартам в Великобритании сообщило, что больше не может утверждать, что четыре из пяти стоматологов рекомендуют Colgate. Исследование показало, что в ходе исследования стоматологи были опрошены по телефону, чтобы перечислить зубные пасты, которые они рекомендовали, и их конкуренты были рекомендованы с аналогичными показателями. Это утверждение было сочтено обманчивым.
В 2015 году средства по уходу за полостью рта (в основном, производимые под брендом Colgate) были крупнейшим источником дохода компании Colgate-Palmolive, составляя около 7,5 млрд долларов США, или 47% от чистых продаж во всём мире (при этом средства личной гигиены, такие как шампуни, составляли 20%, товары по уходу за домом, такие как стиральные порошки, составляли 19%, а корма для домашних животных составляли оставшиеся 14%). Она также контролировала около 70% рынка средств по уходу за полостью рта в Бразилии.
В 2018 году бренд Colgate лицензировал технологию Kolibree у парижской компании Baracoda Daily Healthtech, выпустив электрическую зубную щётку Colgate Smart Electric. Предлагаются подключённые зубные щётки для детей и взрослых под эгидой бренда Hum.
Ранее активным антибактериальным агентом появившейся в 1997 году зубной пасты Colgate Total являлся триклозан. Ни один другой бренд зубной пасты в США не использовал триклозан. Когда была представлена зубная паста Colgate Total, бренд Colgate стал «пионером» в использовании триклозана в зубной пасте. 6 сентября 2016 года FDA постановило, что триклозан не является общепризнанным безопасным и эффективным (GRAS/GRAE). Из-за проблем со здоровьем и окружающей средой использование триклозана было прекращено в 2019 году.
В январе 2020 года бренд Colgate зарегистрировал в правительстве США этикетку зубной пасты, содержащей масло семян конопли.
В феврале 2020 года материнская компания Colgate объявила о соглашении о покупке компании из Нью-Джерси Hello Products, которая ранее в этом месяце представила зубную пасту, ополаскиватели и бальзамы, содержащие каннабидиол (КБД).